# 嶺井博希
嶺井 博希（みねい ひろき、1991年6月4日 - ）は、沖縄県島尻郡玉城村（現：南城市）出身のプロ野球選手（捕手）。右投右打。福岡ソフトバンクホークス所属。

## 経歴

### プロ入り前

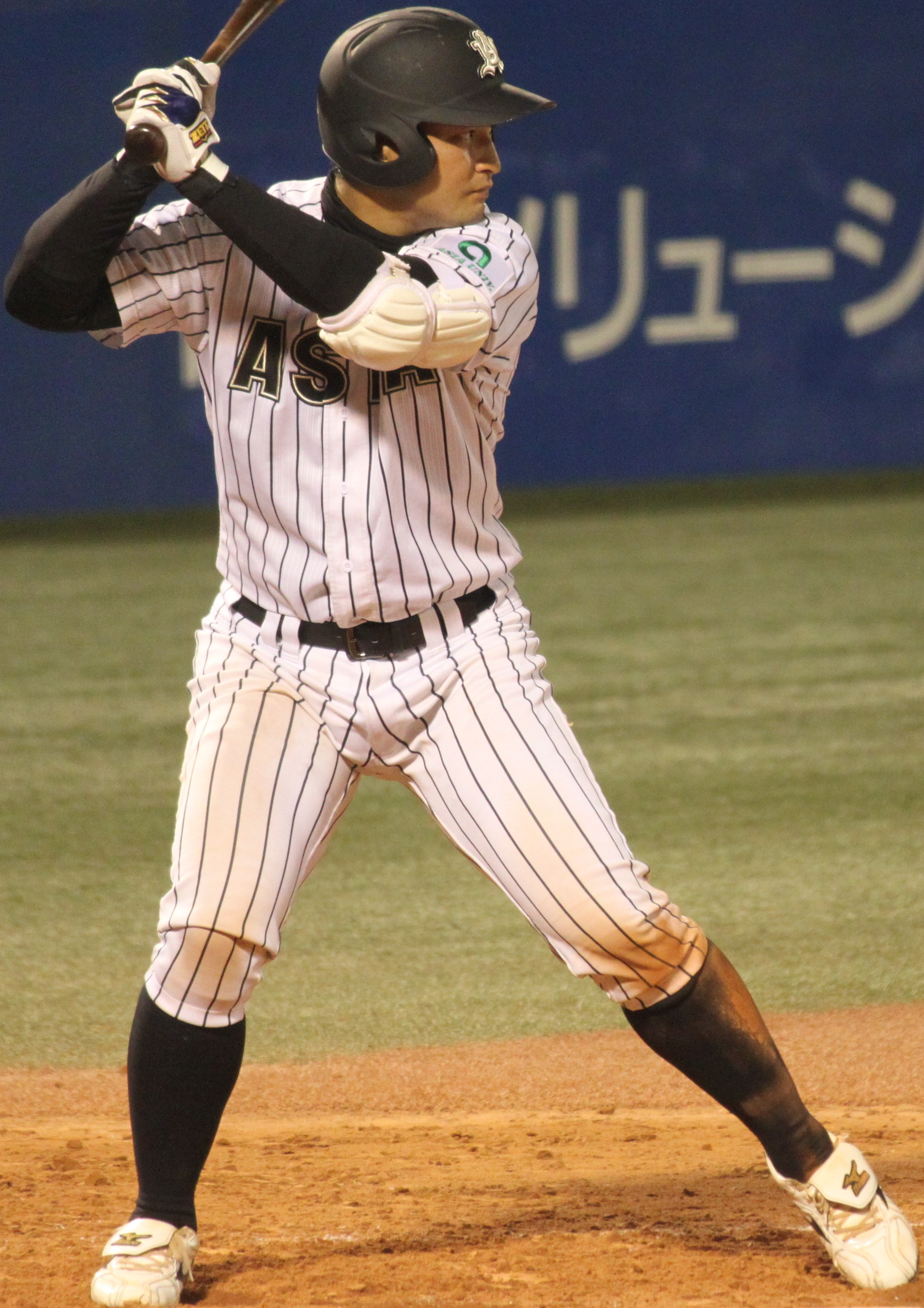
亜細亜大学時代（2013年11月17日）

小学1年生の時に野球を始め、玉城中学校の野球部では、投手兼捕手として活躍した。中学校2年生時には、九州選抜大会に出場（今宮健太も同大会出場）。2回戦でノーヒットノーランを達成するなどの活躍を見せ、九州大会3位に輝いた。
沖縄尚学高等学校では1年春から正捕手の座につき、2年時には選抜高校野球大会に出場。1学年上の東浜巨とバッテリーを組み、優勝を果たした。
亜細亜大学に進むと、1年の春には一塁手のレギュラーとなるが、秋には早くも正捕手のポジションを任され、沖縄尚学時代と同様、東浜と共にバッテリーを組んだ。2年の秋には東都大学リーグにおいて優勝を果たす。4年時には日米大学野球選手権大会で正捕手を務めた。4年間で6度のリーグ優勝を果たし、4年秋の第44回明治神宮野球大会では日本一に輝いた。大学では東浜以外にも同期の九里亜蓮や、後に横浜DeNAベイスターズでもバッテリーを組むこととなる1学年後輩の山﨑康晃といった好投手とバッテリーを組んでいた。
2013年10月24日に行われたドラフト会議では横浜DeNAベイスターズから3位指名を受け、契約金6000万円、年俸1000万円（金額は推定）で契約した。担当スカウトは武居邦生。背番号は39。

### DeNA時代

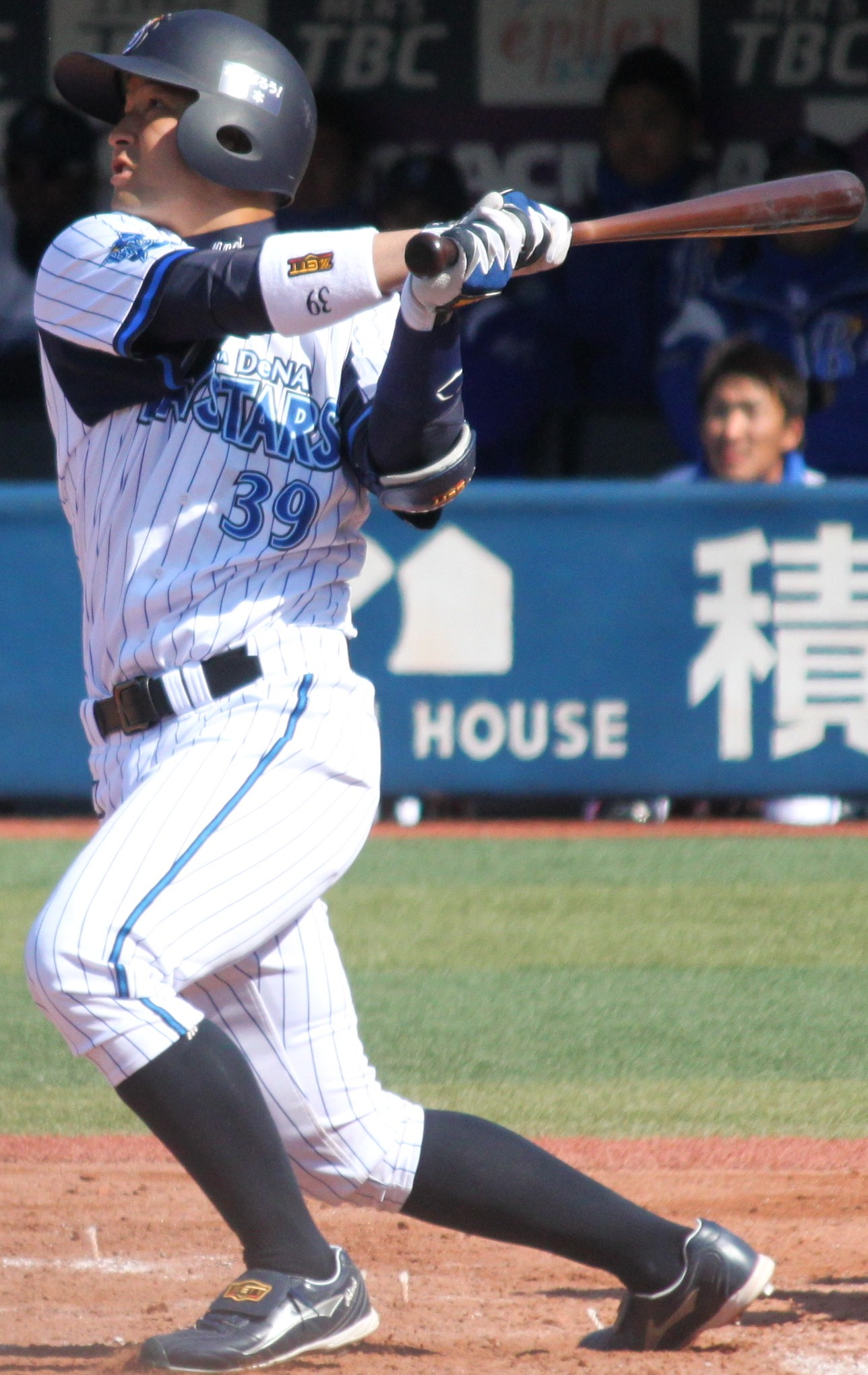
DeNA時代（2014年3月8日）

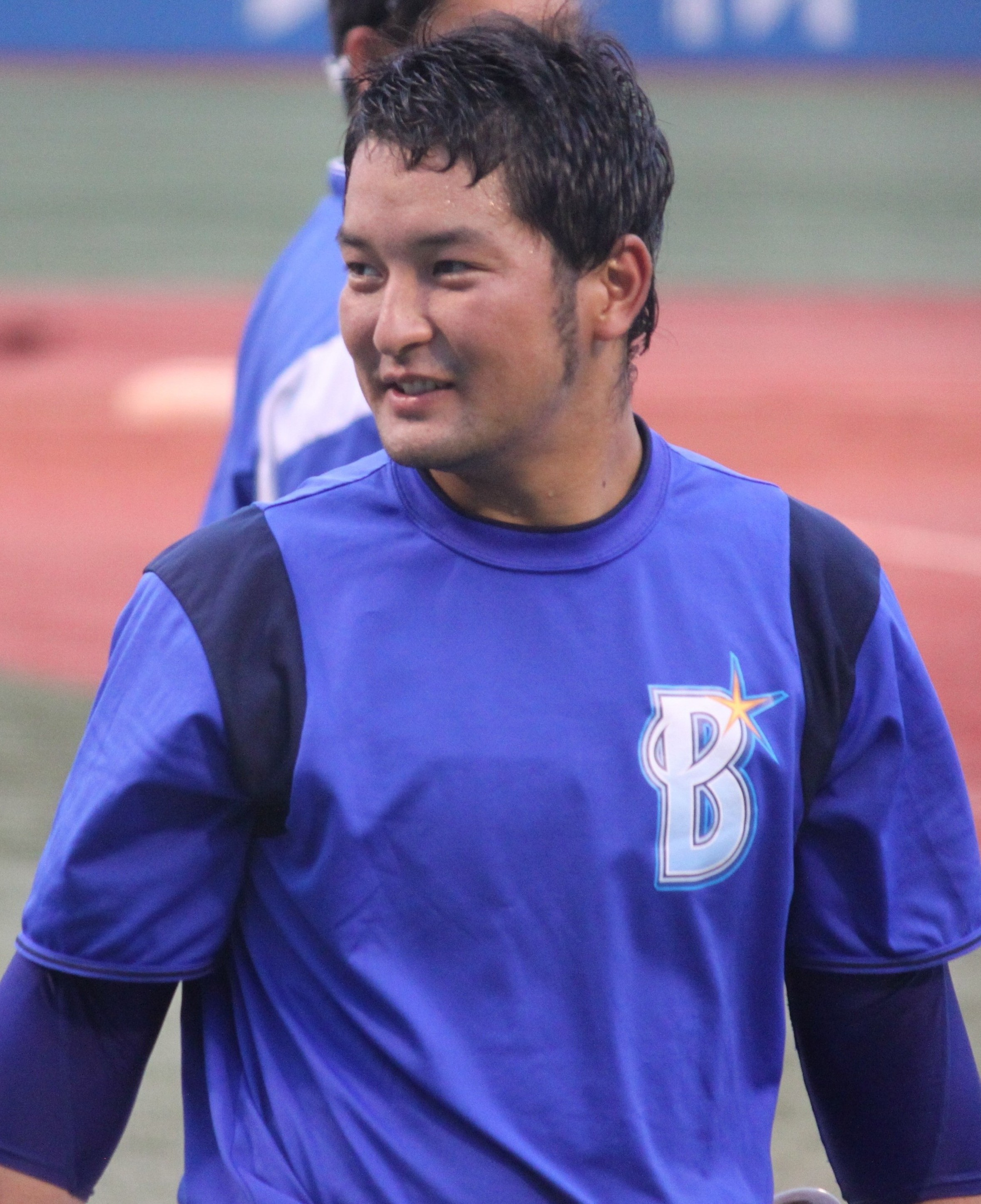
2014年7月13日、明治神宮野球場にて

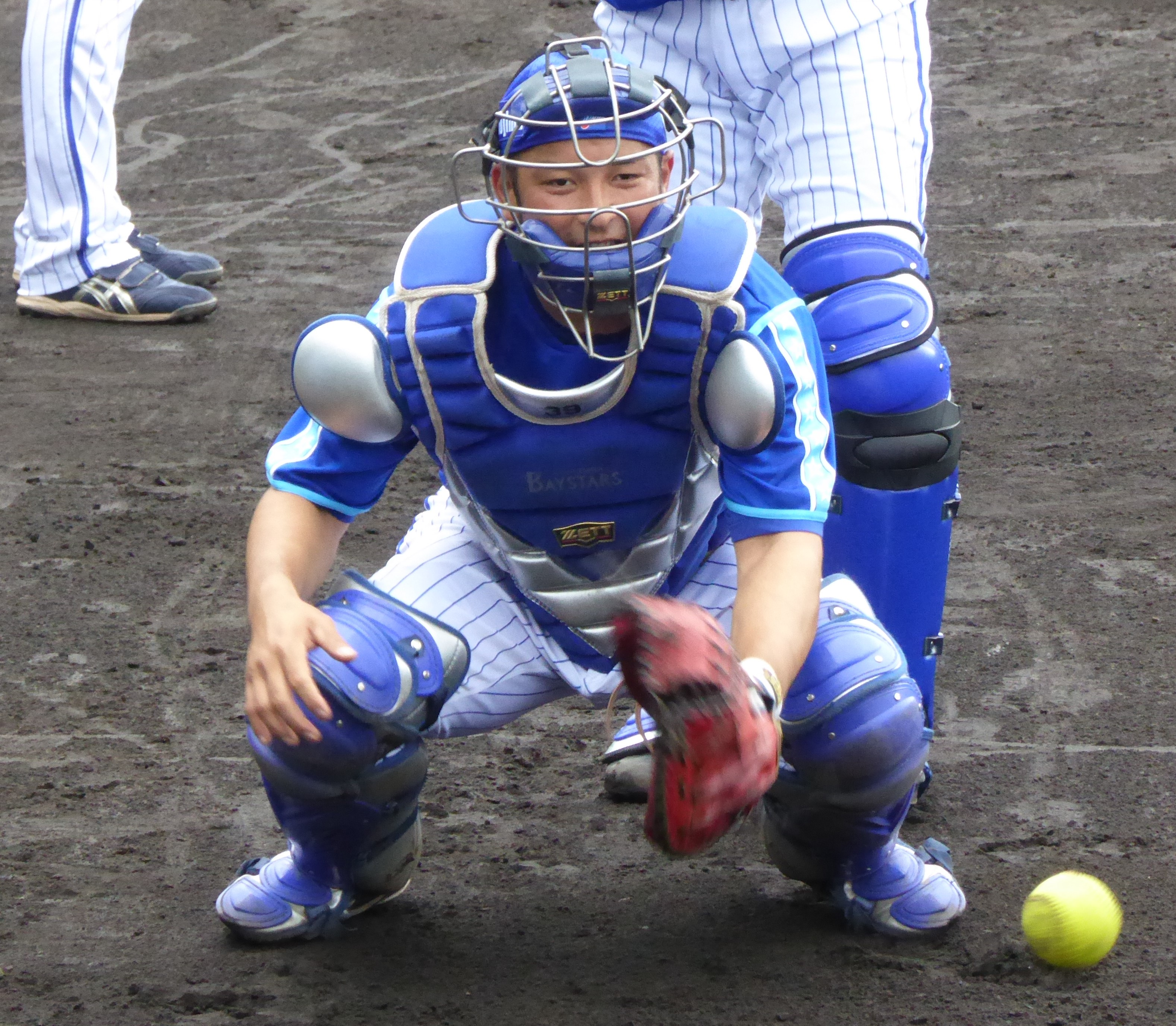
2019年2月11日宜野湾市立野球場にて

2014年は、公式戦の開幕を一軍で迎えると、4月15日の対中日ドラゴンズ戦で6回の守備から一軍公式戦初出場を果たし、その後2試合に出場した。6月21日の対埼玉西武ライオンズ戦（横浜スタジアム）では、延長10回裏二死一、二塁で迎えた打席で三塁打を放ち、一軍での初安打・初打点を記録。チームに逆転サヨナラ勝利をもたらした。NPBの一軍公式戦初安打をサヨナラ三塁打で記録した選手は、史上3人目であった。
2015年は、4月25日の対中日戦（横浜スタジアム）で初本塁打記録する。黒羽根利規・髙城俊人と共に正捕手の座を争いながら、一軍公式戦74試合に出場した。得点圏打率が.350、対左投手の打率が.364に達する一方で、対右投手の打率.183を記録するなど、打撃の安定性に課題を残した。
2016年は、新一軍監督のアレックス・ラミレスが新人の戸柱恭孝を正捕手として起用した影響で、レギュラーシーズンの大半を二軍で過ごした。一軍では6月15日に、右の代打要員としてシーズン初の出場選手登録された。登録期間中の一軍公式戦では、代打に起用された後に、そのまま捕手として守備に就くことも多かった。レギュラーシーズン全体では11試合の出場にとどまったが、「（一軍での出番が少なくても）腐らずにやるしかない」という一心で二軍降格中に打撃や配球を見直した結果、9月下旬から再び一軍に帯同した。チームがレギュラーシーズン3位で初めて進出したクライマックスシリーズでは、10月10日の読売ジャイアンツとのファーストステージ第3戦（東京ドーム）8回表に、代打としてシリーズ初出場。同点で迎えた延長11回表一死二塁の第2打席で、田原誠次から勝ち越しの適時打を放ち、チームをファイナルステージ進出に導いた。チームは広島東洋カープとのファイナルステージに敗退したが、同ステージでも全4試合にベンチ入り。打席に立つ機会はなかったものの、10月13日の第2戦と同15日の第4戦では、試合の終盤にマスクを被った。
2017年は、右投右打登録に変更。開幕を一軍で迎えたが、4月5日に登録抹消された。5月5日に出場再登録されて以降は一軍に帯同し、相手先発が対左投手の際にはスタメンとして起用されていた。
2018年は、ラミレス監督の方針である一軍捕手2人制の狭き門を勝ち抜き、前年までの正捕手戸柱を控えに追いやって、シーズン途中入団の伊藤光と正捕手を争い続けた。結果、自己最多となる91試合に出場した。11月26日、800万円増となる年俸2700万円で契約更改した。
2020年は、シーズン終盤に二軍落ちするなど、41試合出場にとどまった。打撃成績は好調で規定打席未達ながら、打率.327、8打点を挙げた。12月4日、前年から100万円ダウンの年俸3000万円で契約更改した。
2021年は、初の開幕スタメン入りを果たすも、打率.189 、0本塁打と打撃不振で、伊藤光が戦列に復帰して以降は出場機会が減少し、6月21日に降格した。その後は一軍出場のないまま36試合の出場にとどまった。9月27日に右肘のクリーニング手術を行った。
2022年は、肘の手術の影響もあり調整が遅れ、春季キャンプはプロ入り初の二軍スタートとなる。開幕は一軍で迎えるが出番のないまま4月1日に登録抹消。4月12日に新型コロナウィルス陽性となった戸柱の代替指名選手として一軍登録されると出場機会を増やしていく。5月5日の中日ドラゴンズ戦（横浜スタジアム）では岡田俊哉から3年ぶりとなる本塁打を放つ。巧みなリードが首脳陣から評価されるようになり、18試合連続でスタメンを任されるなど、交流戦では1試合を除き、ほぼすべての試合で先発マスクを被った。6月7日の北海道日本ハムファイターズ戦（札幌ドーム）では、今永昇太とバッテリーを組み、球団にとっては52年ぶりとなるノーヒットノーラン達成をアシストした。6月30日の阪神タイガース戦（横浜スタジアム）では9回同点の場面で岩崎優から、自身2度目でルーキーイヤー以来8年ぶりのサヨナラ適時打を放った。7月18日に国内FA権を取得。シーズンの中盤から徐々に打撃の調子を落とし、最終的に打率は.205、5本塁打の成績だったが、試合を決める殊勲打が7と勝負強さを発揮した。チームの捕手では一番多くマスクを被り、自己最多の93試合に出場した。オフには今シーズン取得した国内FA権を行使することを宣言した。

### ソフトバンク時代
2022年11月21日、福岡ソフトバンクホークスが選手契約を結んだ事を発表した。背番号は12。これにより、高校・大学時代でバッテリーを組んでいた東浜巨とは大学以来のチームメイトとなった。同年11月23日、福岡市内のホテルで入団会見を行い、移籍を決めた理由として「対戦していても、いいチームだと感じていた。今後の野球人生を考えたときに、挑戦したいと思った」と語った。また東浜については、移籍を報告した際「いいチームだよ、と言ってもらった。自分が大学3年以来。対戦もある中で、もし組めるなら光栄ですし、新しい自分を見せてやっていきたい」と、バッテリー再結成を熱望した。
2023年、開幕を一軍で迎え、4月6日の対オリックス・バファローズ戦（京セラドーム大阪）で ウイリアンス・アストゥディーヨの代走として移籍後初出場を果たした。4月18日の対西武戦（東京ドーム）で移籍後初打席に立ったが、空振り三振に終わった。5月2日の対オリックス戦（福岡PayPayドーム）では、8番・捕手として移籍後初先発出場を果たした。翌日の同カードにもスタメン出場し、4回の第二打席で移籍後初安打となるショートへの内野安打を放った。しかし、正捕手・甲斐拓也の存在や若手の谷川原健太、海野隆司が多く起用されたため出番が少なく、球宴休みに入る7月18日に海野と交代する形で出場選手登録を抹消されたが、8月4日に再び海野に代わり一軍に昇格した。8月30日の対オリックス戦（PayPayドーム）では5回無死一塁の場面で甲斐拓也の代打として出場し、田嶋大樹から移籍後初本塁打となる代打2点本塁打、9月7日の対千葉ロッテマリーンズ戦（PayPayドーム）では3-3の同点で迎えた4回一死無走者の打席でC.C.メルセデスから移籍後初の決勝本塁打を放った。
2024年は、開幕から甲斐と海野の捕手2人体制となったため二軍で過ごす事が多かったが、交流戦期間中の6月4日に一軍に合流。6月7日のDeNA戦（横浜スタジアム）で代打起用されシーズン初出場となり、翌8日の同じくDeNA戦で1点リードの7回一死の場面でも代打起用され、東克樹から第1号本塁打を放つなど古巣相手に躍動したが、6月20日に登録抹消となった。シーズン終了まで一軍に昇格する事はなく、僅か4試合の出場で3安打3打点は全てDeNA戦で挙げたものだった。その後、日本シリーズではソフトバンクとDeNAが対戦する事となり、DeNA対策として嶺井が招集されベンチ入りを果たし、第1戦で代打、第5戦で代打からの守備と2試合に出場した。
2025年は開幕を2軍で迎えたが、開幕1軍で打撃不振だった谷川原健太が4月7日に登録を抹消された後、同月10日に1軍登録となる。5月11日のオリックス戦（京セラドーム）では自身初の2打席連続アーチ（いずれも田嶋大樹から）を含むプロ最多7打点の活躍を見せた。

## 選手としての特徴
意外性のある勝負強いバッティングとインサイドを突く強気のリードが特徴。
打撃では、通年にわたってサウスポーを得意とし、2020年には左投手に対して打率.423を記録した。2016年までは、捕手では珍しい両打ち（スイッチヒッター）で登録されていたが、1年目に左打席での限界を悟り、試合では相手投手の左右にかかわらず右打席にのみ入っていた。
ホームランを打った際には、フォロースルーで華麗なバット投げを披露しているが、このバット投げについては意識してやっているわけではなく、普通の外野フライでも気付いたらやってしまっていると明かしている。
リード面では、谷繁元信や相川亮二からは勝負所での感性を評価されている。DeNAの投手陣からは、人にない考え方をする捕手と評されていたが、その部分について谷繁からは、「それが良い形で出た場合は、相手に与えるインパクトも強く味が出てくる。それがちょっと狂ってきたときにやられる可能性が高い。」と指摘されている。
守備面では、バックホームの際にギリギリまで捕球体勢を見せずに走者を油断させタッチアウトにする頭脳プレーを見せるなど、相手を騙す演技力も光る。

## 人物
横浜DeNA時代の愛称は「ハマのシーサー」。チームメイトからは「バウ」や「にぃにぃ」と呼ばれ親しまれる。
嶺井藤八・ウシ夫婦（ともに故人）の7人の子どもの子孫からなり、200名以上の親族を擁する嶺井一族は、オリンピックの開催年に、親族の大半を集めて奥武島で大運動会を開催。その模様が各種メディアで取り上げられることもある。DeNA2年目（2014年）の春季キャンプでは、宜野湾球場で行われた紅白戦に、沖縄県内から親戚が70人以上も応援に駆けつけた。
DeNAへの入団1年目には、当時の一軍監督・中畑清や三浦大輔などから、「声がハスキーすぎて何を言ってるのかわからない」とからかわれた。捕手としての守備中に声がナインに通らないことが切実な問題でもあることから、入団2年目の春季キャンプでは、「チームを引っ張っていけるような声を出すこと」を重要な課題の一つに挙げていた。その特徴的な声がファンの間でも嶺井のトレードマークとなっており、ヒーローインタビューでは一緒にインタビューされた選手に、「何言ってるか分かんないです」とイジられている。
バッターボックスに入る時の登場曲に、地元の後輩であるRYOMAが所属する、『RefRise』というボーカルグループの"Challenger"という楽曲を使用している。

## 詳細情報

### 年度別打撃成績
| 年 度      | 球 団        | 試 合 | 打 席 | 打 数 | 得 点 | 安 打 | 二 塁 打 | 三 塁 打 | 本 塁 打 | 塁 打 | 打 点 | 盗 塁 | 盗 塁 死 | 犠 打 | 犠 飛 | 四 球 | 敬 遠 | 死 球 | 三 振 | 併 殺 打 | 打 率 | 出 塁 率 | 長 打 率 | O P S |
| ---------- | ------------ | ----- | ----- | ----- | ----- | ----- | -------- | -------- | -------- | ----- | ----- | ----- | -------- | ----- | ----- | ----- | ----- | ----- | ----- | -------- | ----- | -------- | -------- | ----- |
| 2014       | DeNA         | 10    | 14    | 11    | 1     | 3     | 0        | 1        | 0        | 5     | 3     | 0     | 0        | 1     | 0     | 2     | 0     | 0     | 2     | 0        | .273  | .385     | .455     | .839  |
| 2015       | DeNA         | 74    | 208   | 186   | 18    | 44    | 8        | 1        | 5        | 69    | 26    | 0     | 0        | 3     | 2     | 12    | 0     | 5     | 46    | 2        | .237  | .298     | .371     | .669  |
| 2016       | DeNA         | 11    | 17    | 15    | 2     | 5     | 1        | 0        | 0        | 6     | 3     | 0     | 0        | 0     | 0     | 0     | 0     | 2     | 2     | 1        | .333  | .412     | .400     | .812  |
| 2017       | DeNA         | 52    | 135   | 121   | 14    | 30    | 3        | 1        | 3        | 44    | 12    | 0     | 0        | 4     | 0     | 4     | 0     | 6     | 35    | 3        | .248  | .305     | .364     | .669  |
| 2018       | DeNA         | 91    | 230   | 209   | 10    | 37    | 7        | 0        | 5        | 59    | 25    | 0     | 0        | 6     | 1     | 6     | 2     | 8     | 56    | 9        | .177  | .228     | .282     | .510  |
| 2019       | DeNA         | 64    | 130   | 114   | 13    | 24    | 4        | 1        | 2        | 36    | 12    | 0     | 0        | 5     | 0     | 7     | 0     | 4     | 23    | 5        | .211  | .280     | .316     | .596  |
| 2020       | DeNA         | 41    | 60    | 55    | 2     | 18    | 3        | 0        | 0        | 21    | 8     | 0     | 0        | 0     | 0     | 4     | 0     | 1     | 14    | 1        | .327  | .383     | .382     | .765  |
| 2021       | DeNA         | 36    | 80    | 74    | 1     | 14    | 4        | 0        | 0        | 18    | 7     | 0     | 0        | 0     | 0     | 4     | 0     | 2     | 24    | 1        | .189  | .250     | .243     | .493  |
| 2022       | DeNA         | 93    | 262   | 244   | 15    | 50    | 7        | 0        | 5        | 72    | 30    | 0     | 1        | 5     | 2     | 6     | 3     | 5     | 54    | 10       | .205  | .237     | .295     | .532  |
| 2023       | ソフトバンク | 44    | 39    | 34    | 3     | 7     | 2        | 0        | 2        | 15    | 6     | 0     | 0        | 3     | 1     | 0     | 0     | 1     | 10    | 1        | .206  | .222     | .441     | .663  |
| 2024       | ソフトバンク | 4     | 6     | 6     | 2     | 3     | 0        | 0        | 1        | 6     | 3     | 0     | 0        | 0     | 0     | 0     | 0     | 0     | 1     | 0        | .500  | .500     | 1.000    | 1.500 |
| 通算：11年 | 通算：11年   | 520   | 1181  | 1069  | 81    | 235   | 39       | 4        | 23       | 351   | 135   | 0     | 1        | 27    | 6     | 45    | 5     | 34    | 267   | 33       | .220  | .272     | .328     | .600  |

- 2024年度シーズン終了時

### 年度別守備成績
| 年 度 | 球 団        | 捕手  | 捕手  | 捕手  | 捕手  | 捕手  | 捕手     | 捕手  | 捕手     | 捕手     | 捕手     | 捕手     |
| 年 度 | 球 団        | 試 合 | 刺 殺 | 補 殺 | 失 策 | 併 殺 | 守 備 率 | 捕 逸 | 企 図 数 | 許 盗 塁 | 盗 塁 刺 | 阻 止 率 |
| ----- | ------------ | ----- | ----- | ----- | ----- | ----- | -------- | ----- | -------- | -------- | -------- | -------- |
| 2014  | DeNA         | 10    | 31    | 4     | 1     | 0     | .972     | 0     | 5        | 4        | 1        | .200     |
| 2015  | DeNA         | 73    | 444   | 43    | 6     | 7     | .988     | 6     | 67       | 50       | 17       | .254     |
| 2016  | DeNA         | 10    | 23    | 0     | 0     | 0     | 1.000    | 1     | 1        | 1        | 0        | .000     |
| 2017  | DeNA         | 50    | 255   | 20    | 1     | 3     | .996     | 2     | 31       | 21       | 10       | .323     |
| 2018  | DeNA         | 90    | 555   | 42    | 2     | 5     | .997     | 4     | 48       | 39       | 9        | .188     |
| 2019  | DeNA         | 62    | 311   | 28    | 2     | 3     | .994     | 5     | 25       | 18       | 7        | .280     |
| 2020  | DeNA         | 34    | 138   | 12    | 0     | 2     | 1.000    | 0     | 14       | 7        | 7        | .500     |
| 2021  | DeNA         | 33    | 189   | 12    | 0     | 3     | 1.000    | 2     | 16       | 12       | 4        | .250     |
| 2022  | DeNA         | 90    | 588   | 49    | 3     | 9     | .995     | 3     | 53       | 36       | 17       | .321     |
| 2023  | ソフトバンク | 40    | 88    | 9     | 3     | 1     | .970     | 1     | 12       | 11       | 1        | .083     |
| 2024  | ソフトバンク | 3     | 8     | 1     | 0     | 0     | 1.000    | 0     | 0        | 0        | 0        | ----     |
| 通算  | 通算         | 495   | 2630  | 220   | 18    | 33    | .994     | 24    | 272      | 199      | 73       | .268     |

- 2024年度シーズン終了時[注 1]
- 各年度の太字はリーグ最多

### 表彰
- 月間サヨナラ賞：1回（2014年6月）

### 記録
初記録
- 初出場：2014年4月15日、対中日ドラゴンズ1回戦（ナゴヤドーム）、6回裏に捕手で出場
- 初打席：同上、8回表に朝倉健太から四球
- 初安打・初打点：2014年6月21日、対埼玉西武ライオンズ3回戦（横浜スタジアム）、10回裏にランディ・ウィリアムスから右越サヨナラ2点適時三塁打
- 初先発出場：2014年6月29日、対広島東洋カープ12回戦（横浜スタジアム）、8番・捕手で先発出場
- 初本塁打：2015年4月25日、対中日ドラゴンズ5回戦（横浜スタジアム）、3回裏にラウル・バルデスから左越同点ソロ

### 背番号
- 39（2014年 - 2022年）
- 12（2023年 - ）

### 代表歴
- 第39回日米大学野球選手権大会日本代表